# Haemogregarina
Haemogregarina es un género de protistas parásitos de los glóbulos rojos de la sangre, principalmente de vertebrados de sangre fría como peces, anfibios y reptiles. Presentan un ciclo vital de dos etapas en las que parasitan el sistema digestivo de huéspedes invertebrados y las células sanguíneas de vertebrados, respectivamente. Fueron descubiertos en 1885 por Danilewsky en el galápago europeo (Emys orbicularis).
- Datos: Q5548973
- Multimedia: Haemogregarina / Q5548973
- Especies: Haemogregarina